# Abeillia abeillei
Abeillia abeillei е вид птица от семейство Колиброви (Trochilidae), единствен представител на род Abeillia.

## Разпространение
Видът е разпространен в Гватемала, Мексико, Никарагуа, Салвадор и Хондурас.